# John Andrews
Pour les articles homonymes, voir John Andrews (homonymie) et Andrews.
John Andrews, né le 2 mai 1952 à Houston, est un ancien joueur américain de tennis.

## Palmarès

### Titre en double (1)
| No | Date       | Nom et lieu du tournoi                          | Catégorie | Dotation | Surface      | Partenaire   | Finalistes                | Score         |  |
| -- | ---------- | ----------------------------------------------- | --------- | -------- | ------------ | ------------ | ------------------------- | ------------- |  |
| 1  | 19-04-1976 | Tournoi de tennis de Majorque Palma de Majorque |           | NC $     | Terre (ext.) | Colin Dibley | Mark Edmondson John Marks | 2-6, 6-3, 6-2 |  |

### Finales en double (2)
| No | Date       | Nom et lieu du tournoi             | Catégorie           | Dotation | Surface      | Partenaire                           | Finalistes   | Score         |  |
| -- | ---------- | ---------------------------------- | ------------------- | -------- | ------------ | ------------------------------------ | ------------ | ------------- |  |
| 1  | 25-08-1975 | Tournoi de tennis US Pro Boston    | Championship Series | NC $     | Terre (ext.) | Brian Gottfried Raúl Ramírez         | Mike Estep   | 4-6, 6-3, 7-6 |  |
| 2  | 26-04-1976 | Tournoi de tennis de Madrid Madrid |                     | NC $     | Terre (ext.) | Carlos Kirmayr José Edison Mandarino | Colin Dibley | 7-6, 4-6, 8-6 |  |

### Autres résultats
- Internationaux de France : 1/4 de finale en 1975